# Steve Bug

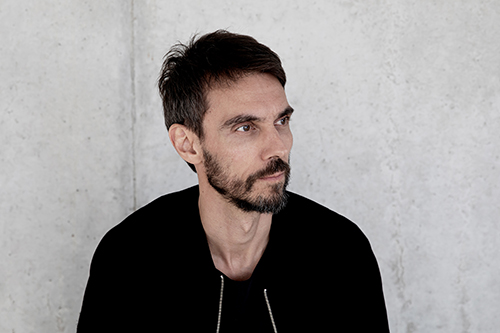
Steve Bug (2019)

Steve Bug (bürgerlich Stefan Brügesch) ist ein DJ und Musikproduzent im Bereich Minimal House.
1991 startete Brügesch seine DJ-Karriere mit einem wöchentlichen Engagement im Bremer Club MAXX. 1992 wurde er auch vom Hamburger Unit gebucht, wo er DJ Henry kennenlernte. Die beiden freundeten sich an und begannen, gemeinsam in DJ Henrys Studio Musik zu produzieren. Wenig später erhielt er ein Angebot vom Oldenburger O.M.P.-Studio und gab seinen Job als Friseur auf.
1994 zog Brügesch nach Hamburg und veranstaltete mit DJ Henry eine Reihe von Partys im Front Club. Parallel dazu veröffentlichte er einige Werke auf dem Plattenlabel Superstition Records. Im folgenden Jahr erschien erstmals eine Platte unter dem Pseudonym Steve Bug. Gegen Ende des Jahres gründete er sein eigenes Label Raw Elements. 1996 erschien die Mix-CD-Reihe Da Minimal Funk, mit der Steve Bug den Minimal-House-Stil bekannt machte. 1998 stoppte Steve Bug alle Tätigkeiten seines alten Labels und gründete die Labels Poker Flat und Dessous. 2000 zog Steve Bug nach Berlin um. Wenig später erschien sein zweites Album The Other Day. Außerdem organisierte er eine Reihe von Partys im Berliner Club Sternradio. 2004 erschien die Mix-CD Bugnology. 2004 gründete er auch das Label Audiomatique Recordings.

## Diskographie (Auszug)
Alben
- 1996: Released Tracks (Raw Elements)
- 1997: Volksworld (Raw Elements)
- 2000: The Other Day (Poker Flat Recordings)
- 2002: Sensual (Poker Flat Recordings)
- 2009: Collaboratory (Poker Flat Recordings)
- 2012: Noir (Poker Flat Recordings)
- 2018: Paradise Sold (Poker Flat Recordings)
- 2020: Never Ending Winding Roads (Poker Flat Recordings)

Compilations
- 1997: Da Minimal Funk (Raw Elements)
- 1997: Da Minimal Funk 2 (Raw Elements)
- 2001: Presents The Flow (Cocoon Recordings)
- 2003: Da Minimal Funk 3 (Poker Flat Recordings)
- 2004: Bugnology (Poker Flat Recordings)
- 2006: Bugnology 2 (Poker Flat Recordings)
- 2007: Fabric 37 (Fabric)
- 2007: Fuse presents Steve Bug (Music Man Records)
- 2008: Bugnology 3 (Poker Flat Recordings)
- 2009: Time Flies (The Best of Steve Bug 1998-2008) (Poker Flat Recordings)
- 2009: The Lab 02 (NRK Sound Division)
- 2013: presents Traffic Signs (Poker Flat Recordings)
- 2014: The Complete B-Series (Poker Flat Recordings)
- 2020: Time Flies 2 (The Best of Steve Bug 2009-2019) (Poker Flat Recordings)